# Топковское сельское поселение
Топковское се́льское поселе́ние — муниципальное образование в Покровском районе Орловской области России.
Создано в 2004 году в границах одноимённого сельсовета.  Административный центр — село Топки.

## География
Расположено на юго-западе Покровского района.

## Население
| 2010 | 2012 | 2013 | 2014 | 2015 | 2016 | 2017 |
| ---- | ---- | ---- | ---- | ---- | ---- | ---- |
| 685  | ↘651 | ↘631 | ↘609 | ↘595 | ↘585 | ↘577 |
| 2018 | 2019 | 2020 | 2021 | 2023 |      |      |
| ↘538 | ↗552 | ↘539 | ↘477 | ↘462 |      |      |

## Населённые пункты
В состав сельского поселения (сельсовета) входят 10 населённых пунктов:
| №  | Населённый пункт | Тип     | Население (чел.) |
| -- | ---------------- | ------- | ---------------- |
| 1  | Александровка    | деревня | ↘99              |
| 2  | Ефремово         | деревня | 1                |
| 3  | Жигачёвка        | посёлок | 0                |
| 4  | Кромская         | деревня | 8                |
| 5  | Лутовиново       | деревня | 44               |
| 6  | Малороссов       | посёлок | 5                |
| 7  | Никольское       | деревня | ↘166             |
| 8  | Слободка         | деревня | 41               |
| 9  | Смирные          | село    | ↘102             |
| 10 | Топки            | село    | ↘219             |